# Eupithecia silenata
Eupithecia silenata là một loài bướm đêm trong họ Geometridae.